# Guehomyces pullulans
Guehomyces pullulans är en svampart som först beskrevs av Lindner, och fick sitt nu gällande namn av Fell & Scorzetti 2004. Guehomyces pullulans ingår i släktet Guehomyces och familjen Cyfstofilobasidiaceae.   Inga underarter finns listade i Catalogue of Life.